# Prova di Rinne
La prova di Rinne è una prova di tipo audiometrico. Il test valuta la differenza tra la durata della percezione di un suono di tonalità grave, emesso da un diapason trasmesso prima per via ossea (diapason posizionato sulla mastoide) e poi per via aerea (con il diapason posto a 2 cm dall'orecchio). Il test permette una rapida valutazione di un disturbo uditivo di tipo conduttivo.
Un test di Rinne dovrebbe essere sempre associato ad una prova di Weber, poiché in grado di rilevare problemi di sordità neurosensoriale e quindi confermare la natura della perdita dell'udito.

## Storia
La prova di Rinne prende il nome dal suo inventore, l'otorino tedesco Heinrich Adolf Rinne (1819-1868).
Il diapason fu inventato nel 1711, ma solo dopo oltre cento anni venne impiegato come strumento in fisiologia ed otologia. Si deve ad un medico tedesco, Caspar Theobald Tourtual, intorno al 1827 la dimostrazione che la percezione direzionale di un suono vale anche quando un suono è condotto attraverso le ossa del cranio, e che inoltre l'occlusione a carico di un condotto uditivo aumenta la sensazione del suono trasmesso per via ossea, dando l'impressione che il suono provenga da quel lato.

Ernst Heinrich Weber, anatomista e fisiologo tedesco, confermò e descrisse gli stessi fenomeni nel 1834.

## Procedura
La prova di Rinne viene eseguita ponendo un diapason in vibrazione (128 Hz) contro l'osso mastoideo del paziente e chiedendo al paziente di riferire quando non è più in grado di percepire il suono. Rapidamente l'esaminatore deve posizionare il diapason ancora vibrante a 1–2 cm dal canale uditivo, e di nuovo chiede al paziente di riferire se è in grado di risentire il diapason.

La conduzione del suono per via aerea è superiore alla conduzione per via ossea: infatti un soggetto normale deve essere in grado di sentire il diapason per via aerea dopo che non ne può più percepire il suono per via ossea. Se il soggetto in esame non è in grado di sentire il diapason quando viene velocemente riposizionato vicino all'orecchio, ciò significa che la sua conduzione per via ossea è superiore alla conduzione per via aerea, indicando che evidentemente c'è qualche tipo di problema che inibisce il passaggio delle onde sonore alla coclea (cioè, vi è una perdita dell'udito).
In caso di perdita dell'udito per un deficit di tipo neurosensoriale la capacità di percepire il diapason sia per via ossea che attraverso la conduzione aerea è ugualmente diminuita e quindi la conduzione del suono attraverso l'aria sarà comunque più efficace della conduzione per via ossea.

## Perdita di udito per via aerea contro conduzione via ossea
La conduzione del suono per via aerea utilizza l'apparato dell'orecchio (il padiglione auricolare, il timpano e gli ossicini) per amplificare e dirigere il suono, mentre la conduzione per via ossea bypassa alcuni o tutti questi distretti e permette al suono di trasmettersi direttamente all'orecchio interno, anche se a volume ridotto, o attraverso le ossa del cranio all'orecchio opposto.
| Descrizione | Rapporto di conduzione | Positivo/negativo                                        |
| --- | ---------------------- | -------------------------------------------------------- |
| In un orecchio normale, la conduzione per via aerea (AC) è migliore della conduzione per via ossea (BC) | AC > BC                | In questo caso la prova di Rinne viene definita positiva |
| In una perdita di udito da conduzione, la conduzione per via ossea è migliore di quella per via aerea | AC < BC                | Prova di Rinne negativa                                  |
| In una perdita di udito neurosensoriale, la conduzione per via ossea, così come la conduzione per via aerea sono ugualmente alterate, e la differenza relativa di conduzione dell'osso e dell'aria, viene mantenuta | AC > BC                | Prova di Rinne positiva                                  |
| Nei pazienti con sordità neurosensoriale ci può essere un test di Rinne falso negativo | AC < BC                | Prova di Rinne negativa                                  |

Per comprendere meglio il significato di prova negativa o positiva si deve considerare che il parametro da prendere in considerazione è la conduzione della via aerea (AC) migliore della conduzione per via ossea (BC). Ne consegue che in questo caso un risultato "positivo" indica la normalità della prova.

## Avvertenze
Questo test ed il suo test complementare, la prova di Weber, sono test di screening rapidi e facili da eseguire ma che non possono sostituire una audiometria completa. Recentemente il valore di questo test come screening è stato messo in discussione.